# Meester van de Legende van de heilige Lucia

De tenhemelopneming van Maria, ca. 1485-1500, olieverf op paneel, National Gallery of Art, Washington DC

Meester van de Legende van de heilige Lucia is de noodnaam voor een vooralsnog anonieme Vlaamse schilder die actief was in Brugge aan het eind van de 15e en het begin van de 16e eeuw (ca. 1475 – 1505). Hij maakte deel uit van de kunststroming die gekend is als de Vlaamse Primitieven. Brugs historicus Albert Janssens vereenzelvigde de Meester van de Lucialegende in 2005 met Fransoys vanden Pitte, geboren omstreeks 1435, overleden tussen 1508 en 1509. Echter lijkt de noodnaam nog steeds de gebruikelijkste identificatie.

## Naamgeving
De noodnaam van de kunstenaar verwijst naar een altaarstuk uit 1480 in de Sint-Jakobskerk in Brugge, waarop een aantal taferelen uit het leven van de heilige Lucia is afgebeeld. Hij kreeg zijn noodnaam van Max Jakob Friedländer bij de tentoonstelling Les Primitifs Flamands in 1902 te Brugge. Friedländer herkende op de tentoonstelling dit werk en de Virgo inter virgines van de Koninklijke Musea voor Schone Kunsten in Brussel, als werken van dezelfde Meester op basis van de stilistische identiteit. Hij koos als noodnaam de Brugse meester van 1480 naar de datering op het werk van de Sint-Jakobskerk. in 1928 publiceerde hij zijn basiswerk over de Vlaamse Primitieven, waarin hij 20 werken toeschreef aan de meester die hij toen de Meester van de Lucialegende noemde.

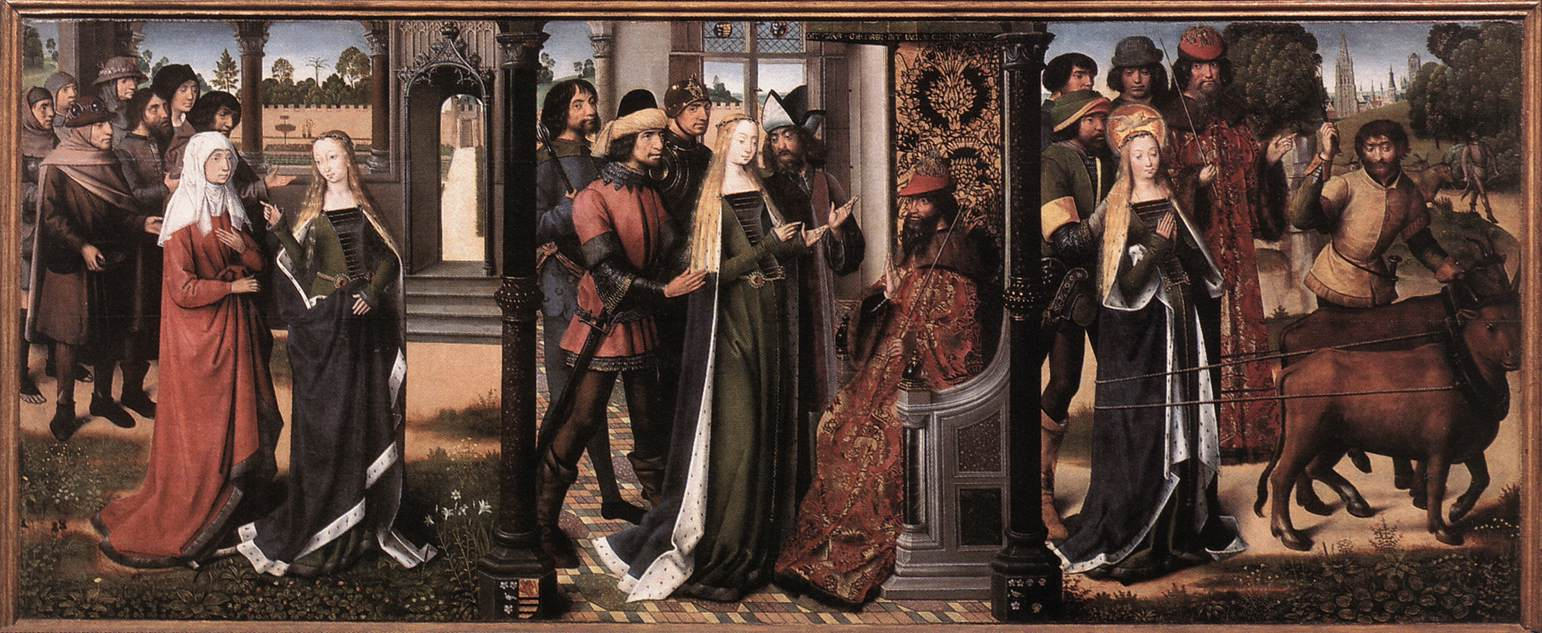
De legende van de heilige Lucia, 1480-1483 (het werk waaraan de meester zijn naam ontleent), Sint-Jakobskerk, Brugge

## Stijlkenmerken

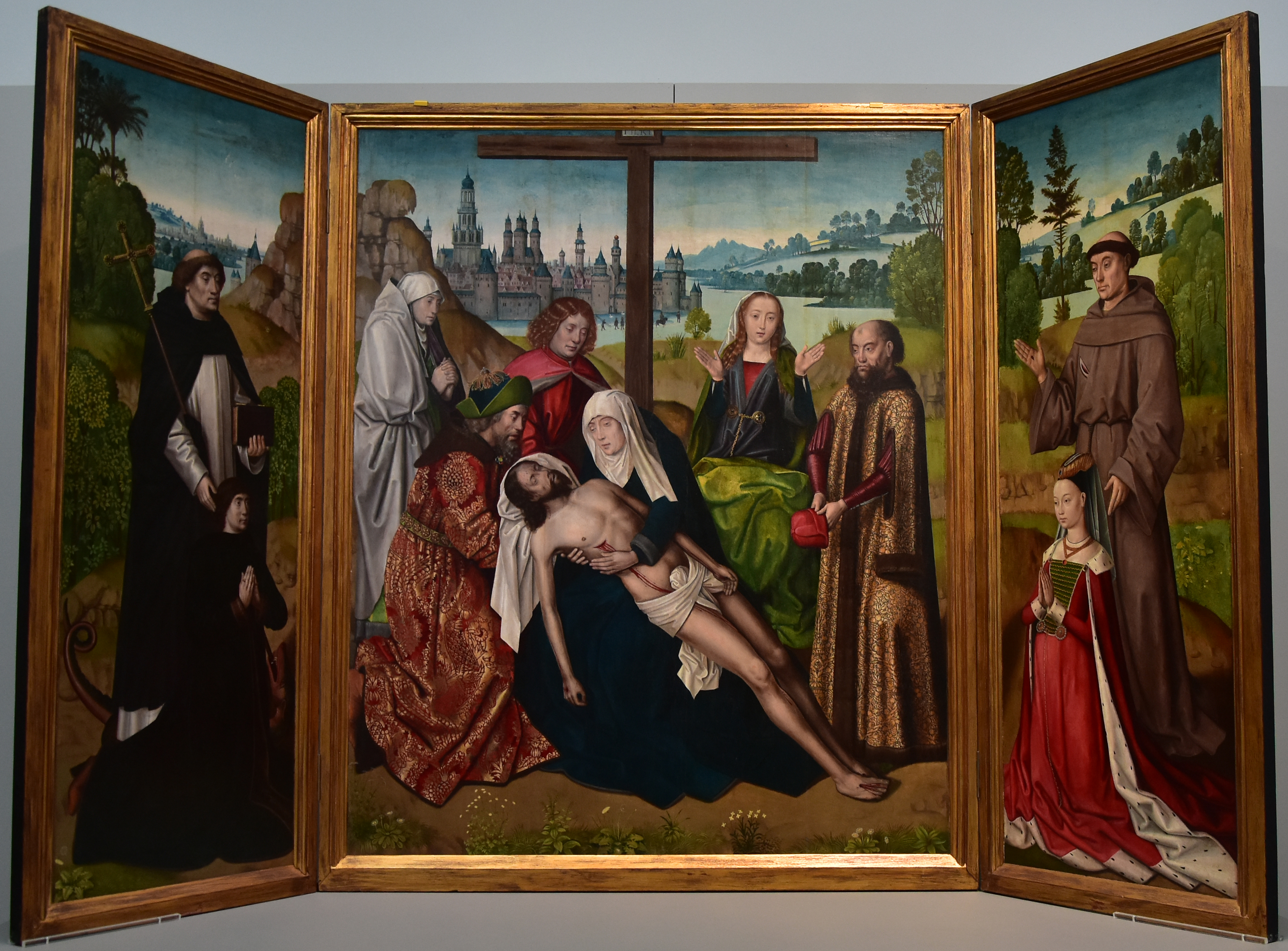
Triptiek met de bewening van Christus met Dominicus en Franciscus, Groeningemuseum, Brugge

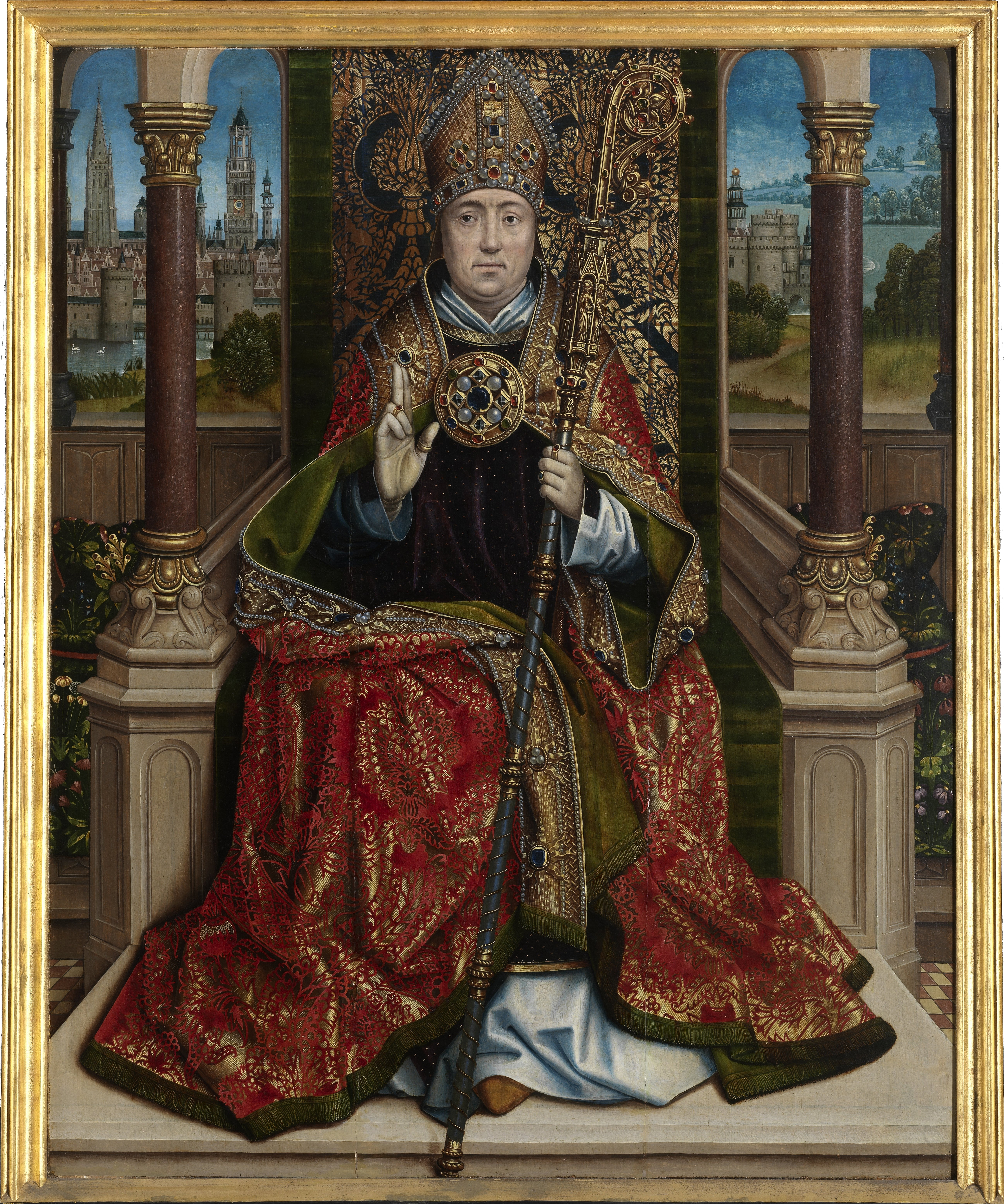
Retabel van Sint-Nicolaas (middenpaneel), Groeningemuseum, Brugge

De personages van de Meester zijn over het algemeen, stijf, marionetachtig met een stereotiepe fysionomie: een breed gelaat met donkere ogen en zware mond voor de mannen en een ovaal hoofd, rechte tamelijk brede oogspleten met sterk geschaduwde oogleden, dun en stijfhangend haar voor de vrouwen. De invloed van Hans Memling, de voornaamste Brugse kunstenaar uit die periode, is merkbaar en de kunstenaar gebruikte composities van Rogier van der Weyden. Sommigen zagen ook de invloed van Dirk Bouts in het werk, maar anderen menen dat een rechtstreekse invloed van Bouts niet kan aangetoond worden. Fierens-Gevaert wees in 1922 op de invloed van Hugo van der Goes op het werk van de meester.
Op veel werken worden op de achtergrond gebouwen uit Brugge weergegeven. De datering van de werken kan onder meer worden afgeleid uit met name de weergave van het plaatselijke belfort, dat in deze periode een aantal opvallende verbouwingen onderging. Men kon op basis hiervan het werk van de meester chronologisch rangschikken.
Wat de stijlkenmerken betreft kan deze meester vergeleken worden met de Meester van de Ursulalegende, maar ook de levensloop van beide kunstenaars verloopt merkwaardig parallel. Ze leefden bijna dertig jaar naast mekaar in dezelfde stad en waren lid van hetzelfde ambacht.

## Werken
Hierbij een lijst van werken die aan de meester worden toegeschreven:
- De legende van de heilige Lucia, 1483, Sint-Jakobsberk, Brugge
- Virgo inter Virgines (De Maagd Maria met kind en vrouwelijke heiligen), ca. 1488, Koninklijke Musea voor Schone Kunsten, Brussel[9]
- Retabel van de heilige Nicolaas, 1479-1505, Groeningemuseum, Brugge[10]
- Triptiek met de bewening van Christus met de heiligen Dominicus en Franciscus, jaren 1490, Groeningemuseum, Brugge[11]
- Triptiek van de Lamentatie van Biskaje, 1480-1490, privéverzameling[12]
- Lamentatie met Johannes de Doper en de heilige Catharina van Alexandrië, 1493-1501, Minneapolis Institute of Art[13]
- Tenhemelopneming van Maria, National Gallery of Art, Washington D.C.[14]
- De Maagd Maria in de rozentuin, Detroit Institute of Arts[15]
- Piëtatriptiek, ca. 1475, Thyssen-Bornemisza Collection, Madrid
- Aanbidding van de wijzen, Cincinnati Art Museum.[16]
- Triptiek van de heilige Catharina van Alexandrië, Museo nazionale di San Matteo, Pisa
- Triptiek van de Maagd met Kind, County Museum of Art[17]
- Catharina van Alexandrië met de verslagen keizer, 1482, Philadelphia Museum of Art
- De heilige Hieronymus in een landschap, 1490, Upton House, National Trust
- De heilige Catharina van Alexandrië, Upton House, National Trust
- De heilige Johannes de Doper, Upton House, National Trust
- De heilige Sebastiaan 1480-1490, Privé collectie.
- Maagd en Kind in een landschap, 1480-1490, Williamstown (Massachusetts), Sterling and Francine Clark Institute.
- De heilige Lucia verzorgt een zieke man, 1486-1493, Groeningemuseum, Brugge
- De heilige Hieronymus, 1480-1500, Nationaal museum voor westerse kunst, Tokio
- Johannes de Evangelist en de Heilige Agnes, 1475 - 1500, Boijmans van Beuningen, Rotterdam